# Pfalz D.XV
Lo Pfalz D.XV era un caccia monomotore biplano sviluppato dall'azienda bavarese, nell'allora Impero tedesco, Pfalz-Flugzeugwerke nei tardi anni dieci del XX secolo.
Destinato ai reparti da caccia della Luftstreitkräfte, la componente aerea del Deutsches Heer (l'esercito imperiale tedesco), non riuscì ad essere avviato alla produzione a causa del termine della prima guerra mondiale.

## Storia del progetto
Nell'ambito di un programma di miglioramento delle caratteristiche del Pfalz D.XII, introdotto nel marzo 1918, la Pfalz avviò lo sviluppo di una serie di modelli l'ultimo dei quali fu il D.XV.
Il progetto supervisionato da Rudolph Gehringer, che dal 1917 era a capo dell'ufficio tecnico dell'azienda, era impostato sulla maggior pulizia aerodinamica possibile, riprendendo la tecnica costruttiva della fusoliera del precedente modello, con struttura ricoperta da pannelli di compensato, ed abbinandola ad una nuova velatura rinforzata che faceva a meno della coppia dei due montanti interalari interni e dei tiranti in cavetto d'acciaio. Questo avrebbe diminuito la superficie frontale del modello aumentandone le prestazioni in velocità massima.

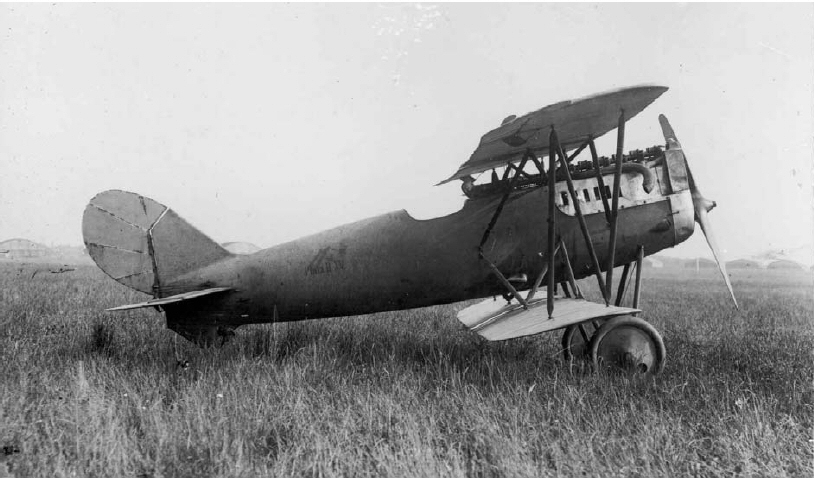
Il prototipo del D.XV ancora privo delle insegne di riconoscimento.

Il prototipo venne equipaggiato sia con un motore Mercedes D.IIIa da 180 PS (132 kW) che con un BMW IIIa da 185 PS (136 kW).  Il D.XV venne portato in volo davanti alla commissione Idflieg il 4 novembre 1918, terza valutazione comparativa tra prototipi di velivoli da caccia tenuta presso l'aerodromo di Adlershof, nei dintorni di Berlino, dove i piloti erano invitati a partecipare direttamente alla valutazione ed alla selezione dei nuovi velivoli da destinare alla produzione di serie. Le prove che seguirono determinarono che il modello era estremamente potente e manovrabile pur rimanendo problematico in fase di atterraggio.
Il termine delle ostilità, concordate solo qualche giorno più tardi, sancì però la sospensione di ogni attività. Da quanto era in possesso dalla Interalliierte Luftfahrt-Überwachungs-Kommission (ILÜK), la commissione interalleata sull'aviazione tedesca istituita nel dopoguerra per controllare che fossero rispettati i termini del Trattato di Versailles, viene accreditato un ordine per 180 esemplari già in fase di costruzione tuttavia gli storici dell'aviazione non sono concordi sulla quantità di D.XV effettivamente costruiti.

## Impiego operativo
Non si è a conoscenza se il modello, in uno o più esemplari, sia stato effettivamente consegnato ad un reparto operativo.

## Utilizzatori
Germania
- Luftstreitkräfte

utilizzato con certezza solamente in prove comparative.